# Acropomatidae
Acropomatidae là một họ cá nhỏ, theo truyền thống được xếp trong bộ Perciformes, năm 2013 được Ricardo Betancur-R et al. tách ra ở vị trí không xác định trong nhánh Percomorphaceae nhưng dường như có quan hệ họ hàng với Pempheriformes, dù mức độ hỗ trợ thấp (21 %). Trong phiên bản ngày 30-7-2014 họ này được xếp trong bộ Pempheriformes, hay như một số tác giả khác từ năm 2016 xếp trong Acropomatiformes.

## Các chi
Trong phạm vi họ Acropomatidae nghĩa rộng (sensu lato) và đa ngành thì các bài báo về phát sinh chủng loài cho thấy các chi Acropoma và Doederleinia tạo thành một nhóm đơn ngành, với 2 nhánh khác tốt nhất nên xếp trong các họ Malakichthyidae và Synagropidae.
Sự chia tách này có thể có phân loại như sau:
- Acropmatidae
  - Acropoma: 12 loài.
  - Doederleinia: 1 loài (Doederleinia berycoides)
- Malakichthyidae
  - Malakichthys
  - Verilus (gồm cả Apogonops và Neoscombrops)[13]
- Synagropidae
  - Caraibops
  - Kaperangus
  - Parascombrops
  - Synagrops